# Moritz Karpeles
Moritz Karpeles, född den 1 november 1834 i Tab i Ungern, död 19 mars 1903 i Wien, var en affärsman och partner till Gottfried Schenker i grundandet av transport- och logistikföretaget Schenker & Co.
Moritz Karpeles var son till Mátyás och Julia Karpeles. Sin lärlingstid genomförde han under åren 1851–1854 i en diversehandel i hemstaden och arbetade sedan ytterligare ett år i butiken. 1855 slutade han med mycket goda referenser och tog anställning som expedit i företaget Anton Bing i Wien i september 1856, där han snabbt avancerade till en chefsposition. Karpeles gifte sig snart med Emma Bing (1840–1911), troligen dotter till Anton Bing, och paret fick åtta barn.
I mars 1864 lämnade Karpeles Anton Bing och startade tillsammans med Moritz Hirsch speditionsagenten Karpeles & Hirsch, som bedrev transporter inom Wien. I december 1865 fick Karpeles rätt att bosätta sig i Wien och i februari 1872 fick han medborgarskap i staden.
I juli 1872 startades Schenker & Co av Gottfried Schenker tillsammans med de båda partnerna Moritz Karpeles och Moritz Hirsch. Av grundkapitalet på 50 000 österrikiska gulden, bidrog Karpeles med 20 000 gulden. Karpeles ansvarade för företagets bokföring och ekonomi, men drog sig senare tillbaka och lät sonen Emil överta positionen.
Karpeles var aktiv inom Wiens judiska samhälle och var bland annat ordförande i Chewra-Kadischa och den judiska teologiska skolan, samt ledamot av flera styrelser för judiska sociala och utbildningsmässiga institutioner. Han begravdes i den judiska delen av kyrkogården Zentralfriedhof Wien.

### Fotnoter
1. ↑  Matis & Stiefel: s. 35-36
2. ↑  Matis & Stiefel: s. 36
3. ↑  Matis & Stiefel: s. 30-31
4. 1 2  Matis & Stiefel: s. 98
5. ↑  Matis & Stiefel: s. 37